# 1817
| 1817               |
| ------------------ |
| Dødsfald - Fødsler |
| • Begivenheder     |

| Gregoriansk kalender | 1817 MDCCCXVII          |
| Ab urbe condita      | 2570                    |
| Armensk kalender     | 1266 ԹՎ ՌՄԿԶ            |
| Kinesiske kalender   | 4513 – 4514 丙子 – 丁丑 |
| Etiopisk kalender    | 1809 – 1810             |
| Jødisk kalender      | 5577 – 5578             |
| Hindukalendere       |                         |
| - Vikram Samvat      | 1872 – 1873             |
| - Shaka Samvat       | 1739 – 1740             |
| - Kali Yuga          | 4918 – 4919             |
| Iransk kalender      | 1195 – 1196             |
| Islamisk kalender    | 1232 – 1233             |

Året 1817 startede på en onsdag.
Konge i Danmark: Frederik 6. 1808-1839
Se også 1817 (tal)

## Begivenheder
- 18. juni - Waterloo Bridge i London åbner
- 10. december- Mississippi bliver optaget som USA's 20. stat.

## Dødsfald
- 15. oktober - Tadeusz Kościuszko, polsk nationalhelt (født 1746)

## Født
- 22. februar – Niels W. Gade, komponist og dirigent.
- 16. marts – Georg Morville, dansk jurist og iværksætter. (død 1904)